# Жертвоприношения ацтеков
Жертвоприноше́ние ацте́ков — это часть религиозного культа древнего народа ацтеков, заселявших территорию современной Мексики до начала XVI века. Практики жертвоприношения носили широкомасштабный характер и проводились с целью задобрить богов. Выбор жертвы и способ её подношения определялся тем, насколько важен тот или иной бог в пантеоне ацтеков, какие силы он олицетворяет и в какой день проводится обряд. В жертву приносились как люди, так и животные. Жертвоприношение людей было более высоким и значимым, поскольку их устраивали преимущественно в праздники и во время военных и развлекательных игр, когда приношение в жертву животных могло быть процедурой ежедневной (например, каждодневное приношение в жертву птиц в честь восхода солнца или собак в честь зимнего солнцестояния).

## История культа

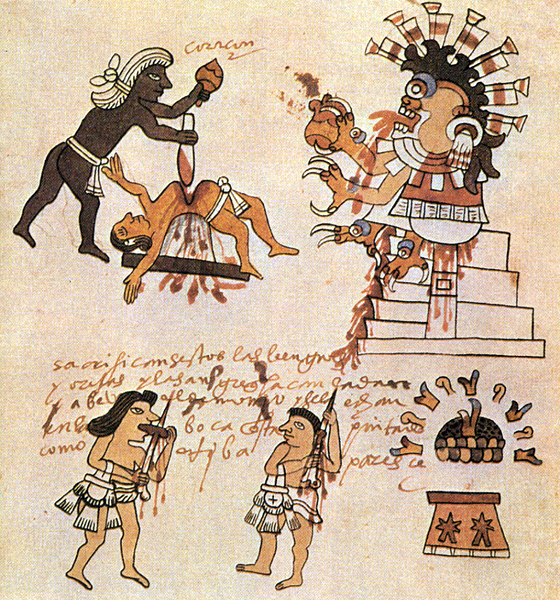
Кодекс Тудела

В центре ацтекской мифологии лежали представления об абсолютной подчинённости судеб людей воле богов, которые в свою очередь требовали для поддержания собственной жизни человеческой крови. Смерть богов могла бы стать причиной гибели всего мира. Так, например, существование солнца, в представлении ацтеков, могло быть возможным только при подпитке его человеческой кровью. Это представление находит отражение в легенде, следуя которой первые боги были вынуждены пожертвовать собой, чтобы солнечный диск продолжал своё движение по небосводу. Таким образом, возникает культ крови, как источника энергии не только для жизни организма, но и для жизни светила.
Достоверных источников самих ацтеков о том, когда именно зародился культ жертвоприношения, не существует, что связывается с уничтожением письменных источников цивилизации ацтеков во времена Конкисты. Сохранившиеся источники в виде настенных надписей, предметов, используемых в ритуалах, и прочего не могут дать полной информации о культе. Тем не менее, возникновение человеческих жертвоприношений у ацтеков связывают с правлением тлатоани Тисока, который использовал их как способ ведения своей политики в государстве. Более ранние практики жертвоприношения, до прихода ацтеков в Анауак, не известны.
Во времена завоевания Мексики испанцами местную культуру изучали миссионеры и хронисты, благодаря которым истории известны многие факты жертвоприношений ацтеков в конечный период существования цивилизации. Среди них, например, испанский францисканец-миссионер и историк Бернардино де Саагун, оставивший подробные описания процедуры жертвоприношений в различные праздники и их размах.

## Способы и характер жертвоприношений

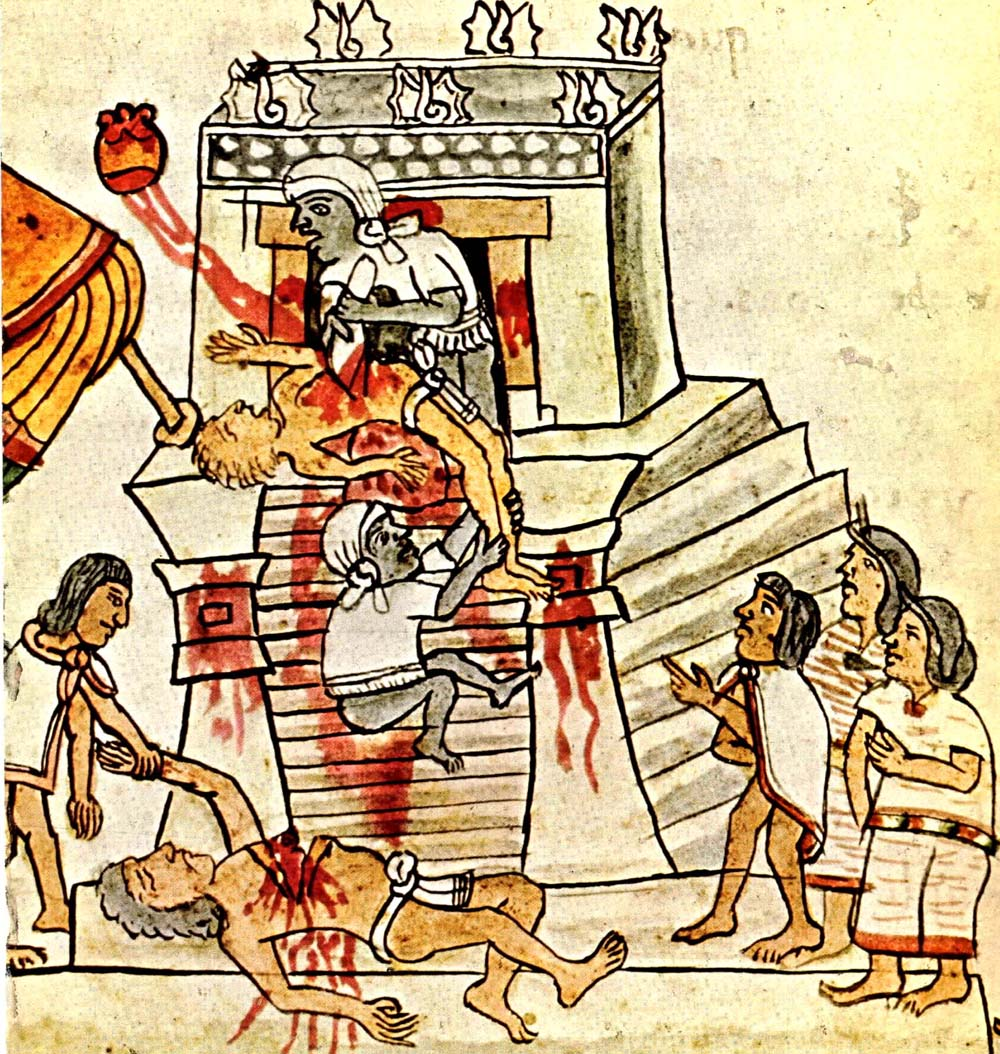
Кодекс Мальябекиано

### Человеческие жертвоприношения
Приносившийся в жертву человек именовался шочимики (науатль xochimiqui, дословно цветочная смерть, от слов xochitl — цветок и miquiztli — смерть).
Жертвоприношения устраивались в какие-либо знаменательные дни, например, в праздники, посвящённые культу солнца или какому-либо событию. Жертвами могли быть как собственно добровольцы из народа, так и захваченные во время сезонных войн пленники. Наиболее известно жертвоприношение, производившееся на вершине храма. Жертву окрашивали в синий цвет и вели на вершину пирамиды, где ee поджидал тлатоани или жрец с обсидиановым ножом. Следом делом жертву клали на камень и рассекали грудную клетку, из которой вынимали сердце (сами жрецы называли его «драгоценным орлиным плодом кактуса») и «утоляли им жажду солнца». Нередко при этом жертве отрубали голову, а тело сбрасывали с пирамиды. Сами пленные, приносившиеся в жертву, как правило, не противились своей участи, поскольку такая смерть была для них лучшим способом попасть в иной мир, а бегство могло стать клеймом позора.
Чествование бога огня Уеуетеотля (Шиутекутли) происходило по следующему сценарию. Пленников одурманивали коноплёй (яутли) и рассаживали вокруг костра, после чего каждый жрец хватал по одной жертве и взваливал её себе на плечи. Вместе с живым грузом жрец совершал ритуальный танец смерти, после чего бросал его в огонь. Ещё не испустивший дух обгорелый пленный вынимался из костра, жрецы вскрывали его грудь и доставали сердце. Не менее мучительным было жертвоприношение через расстрел, когда жрецы медленно убивали привязанного к столбу пленника, метая в него стрелы.
Помимо этих ритуалов, известных ещё майя, существовали и иные. Один из известных испанцам способов имел следующий вид. Прославившегося в бою, искусно владеющего оружием пленника привязывали к солнечному камню таким образом, чтобы он мог двигаться, но не мог уйти. Его одурманивали напитком пульке, смешанным с наркотиком, и давали в руки оружие. Четыре воина, два из Орлов и два из Ягуаров, которые могли двигаться свободно, должны были нанести жертве как можно больше ран, а жертва должна была защищаться. Известен случай, сохранившийся в виде устного рассказа ацтеков, о том, что взятый в плен во время тлатоани Монтесумы II тлашкальский вождь Тлауикол во время неравной битвы убил более двадцати противников, за что был помилован.
В главный ежегодный праздник ацтеков Токстатль, который, по сведениям Бернардино де Саагуна, происходил весной, в жертву приносили самого прекрасного юношу из пленных. Обряд начинался с того, что молодого человека всячески наряжали в золотые украшения, давали ему чистую и дорогую одежду и проявляли знаки внимания. Некоторое время его обучают игре на флейте, манерам, культуре еды и питья. Когда юноша выходил на прогулку, люди, его встречавшие, падали на колени и со слезами молились, почитая его как бога. Сам тлатоани следил за тем, чтобы у юноши было всё, но вместе с тем, чтобы роскошь не повлияла на его физическую привлекательность. Охраной «юного бога» занимался особый отряд, который отвечал головой за его сохранность. За двадцать дней до жертвоприношения юноше выделяли четырёх благородных девиц в жёны, а за пять дней устраивали пышные пиры в его честь. Наконец, в последний день жизни его отвозили на отдельный остров в сопровождении пажей. На том острове жрецы вскрывали его грудную клетку, доставали сердце, а тело сносили вниз на руках, после чего отрубали голову.
В жертву приносились также женщины и дети. Это было не таким частым явлением, как жертвоприношение мужчин, поскольку женщины и дети не принимали участия в войне, а значит, не могли быть взяты в плен. Чаще всего это были рабы, которых использовали в религиозных культах. Так, торговцы, воздавая честь своему божеству, приносили в жертву купленную рабыню, которую убивали на вершине главного храма в Теночтитлане. Тело жертвы возвращалось хозяину, который совершал обряд ритуального каннибализма. Детей часто приносили в жертву богам плодородия. Например, культ богини маиса Чикомекохуатль предполагал убийство тринадцатилетней девочки-рабыни.

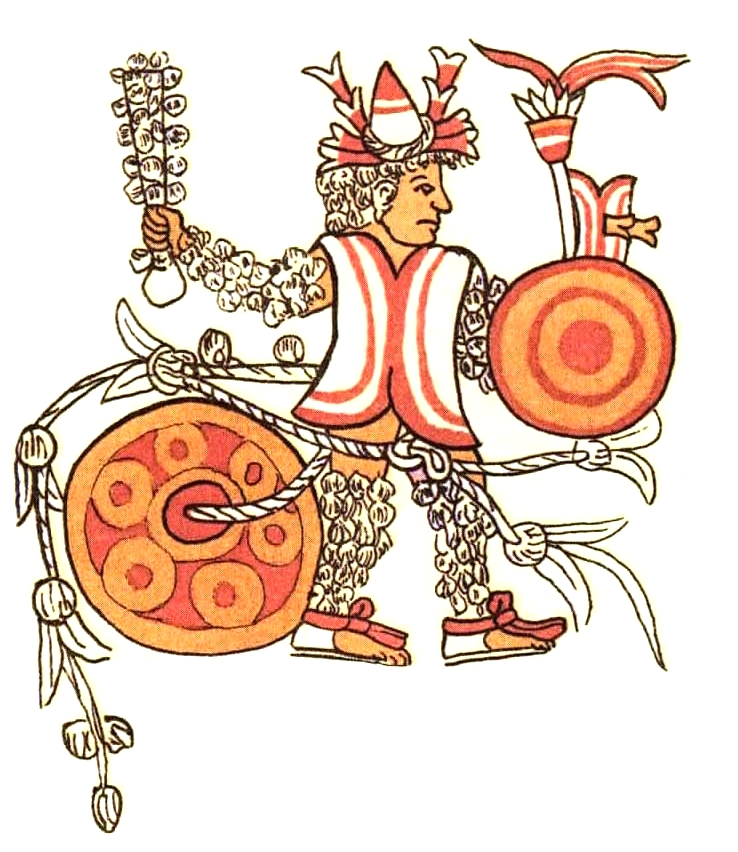
Кодекс Мальябекиано, ритуальные войны

Большую роль в традиции жертвоприношений ацтеков играли военные и спортивные ритуальные игры, проводившиеся с целью развития физических характеристик мужского населения, уровня военной подготовки, а также как способ демонстрации силы другим городам и племенам. Наряду с этим игры проводились для отбора жертв. Известные военные игры, называвшиеся «цветочными войнами», проводились в священных местах между городами ацтеков. Введение этих игр приписывается Тлакаелелю (при Монтесуме I Старшем). По правилам игры команда, которая показала худшие результаты по итогам соревнований, целиком приносилась в жертву.

### Другие виды жертвоприношений
Ритуальные жертвоприношения у ацтеков не ограничивались исключительно убиением жертвы, выбранной из пленных, рабов или даже из собственного племени. Частой формой жертвоприношений было самоистязание, которое доказывало способность каждого человека (прежде всего мужчины) переносить боль. Жрецы и простые люди обсидиановыми ножами наносили себе порезы на различных частях тела: ушах, языке, половом члене. Кровь, стекавшая с ран, собиралась в ритуальный сосуд в качестве дара богам.
Жертвоприношение животных часто относят к культу Кетцалькоатля, который, согласно легенде (см. Легенда о Кетцалькоатле-Кукулькане), не терпел человеческих жертвоприношений. В его честь убивали бабочек и колибри. Среди животных, приносившихся в жертву, выделяют птиц (в частности, перепелов), собак и прочих. В качестве специфичной формы жертвоприношений выделяют уничтожение материальных предметов.

## Статистика жертв
Нельзя судить однозначно о том, сколько именно человек стало жертвами ритуальных убийств. По некоторым данным, за всю историю ацтеков было убито около 136 тысяч человек, но эта цифра часто оспаривается. Историки соглашаются в одном: размах жертвоприношений у ацтеков не знает себе равных во всей Америке.
Во время строительства главного храма в Теночтитлане, по данным ацтекских источников, в течение четырёх дней было умерщвлено более 84 тысяч человек пленных, причём жертвоприношение проводилось лично Ауицотлем. Современные учёные оспаривают эту цифру, ссылаясь на то, что это невозможно физически, а такое колоссальное количество пленных в истории доколумбовой Мексики просто нереально, учитывая, что эта цифра равносильна населению одного крупного ацтекского города.
Крупные жертвоприношения совершались в честь бога войны, которому был посвящён один из восемнадцати праздников ацтеков. Согласно мифологии, Уицилопочтли постоянно нуждался в человеческой крови, чтобы поддерживать жизнь Солнца. Количество жертв, по приблизительным подсчётам, составляло около 500 человек, однако американский антрополог Марвин Харрис увеличивает эту цифру, считая, что жертвоприношения устраивались не в одном месте, посвящённом самому Уицилопочтли, а во всех частях города.